# La película del rey
La película del rey és una pel·lícula argentina de comèdia dramàtica i biogràfica de 1986 dirigida per Carlos Sorín sobre el seu propi guió escrit en col·laboració amb Jorge Goldenberg. És el seu opera prima i va ser protagonitzada per Ulisses Dumont, Julio Chávez, Villanueva Cosse, Roxana Berco, Miguel Dedovich i Ana María Giunta. Filmada en Eastmancolor, es va estrenar el 28 d'agost de 1986.

## Sinopsi
La pel·lícula narra les obsessions i vicissituds d'un director de cinema, David Vass (Julio Chávez), que vol filmar una pel·lícula basada en la vida de Orélie Antoine de Tounens, el “Rei de la Patagonia”.

## Repartiment
- Ulises Dumont …Arturo
- Julio Chávez …David
- Villanueva Cosse …Desfontaine
- Roxana Berco …Lucía
- Miguel Dedovich …Oso
- Ana María Giunta …Madama
- David Llewellyn …Lachaise
- Marilia Paranhos …Lula
- Ricardo Hamlin …Maxi
- Rubén Szuchmacher …Intérprete
- Eduardo Hernández … Rosales
- Rubén Patagonia …Quillapán
- César García …Bonanno
- Carlos Rivkin …Rogelio
- Sergio Raso …Asistente
- Marcela Luppi …Maquilladora
- Fernando Bravo …Periodista
- Diego Varzi …Subsecretario
- Susana Tanco …Laura
- Mónica Tosser …Secretaria
- Alicia Curmona …Asistente
- Victoria Lustig …Artesana
- Rubén Santagada …Anunciador
- Omar Tiberti …Antonio
- Susana Sisto …Mujer
- Guillermo Schaft …Hijo
- Alicia Dolinsky …Mujer fiesta
- Jesús Berenguer...Gerente 1
- Felipe Méndez …Gerente 2
- Iván Grey …Padre
- Hilda Rey …Madre
- Jorge Vela …Representante 1
- Aldo Piccioni …Representante 2
- Roberto Pagés …Periodista 2
- Floreal Briasco …Fotógrafo
- Pablo Castro Videla …Asistente
- Martín Coria …Instructor
- Jorge Goldenberg …Técnico 1
- Saúl Salvo …Técnico 2
- Carlos Urquiza …Técnico 3
- Carlos Laterza …Imitador
- José Gramático …Vecino
- Víctor Catalano …Actor 1
- Alfredo Quesada …Actor 2
- Juan José Valera …Chofer
- Diego Fresán …Asistente
- Manuel Morales …Electricista
- Luisina Brando

## El personatge real

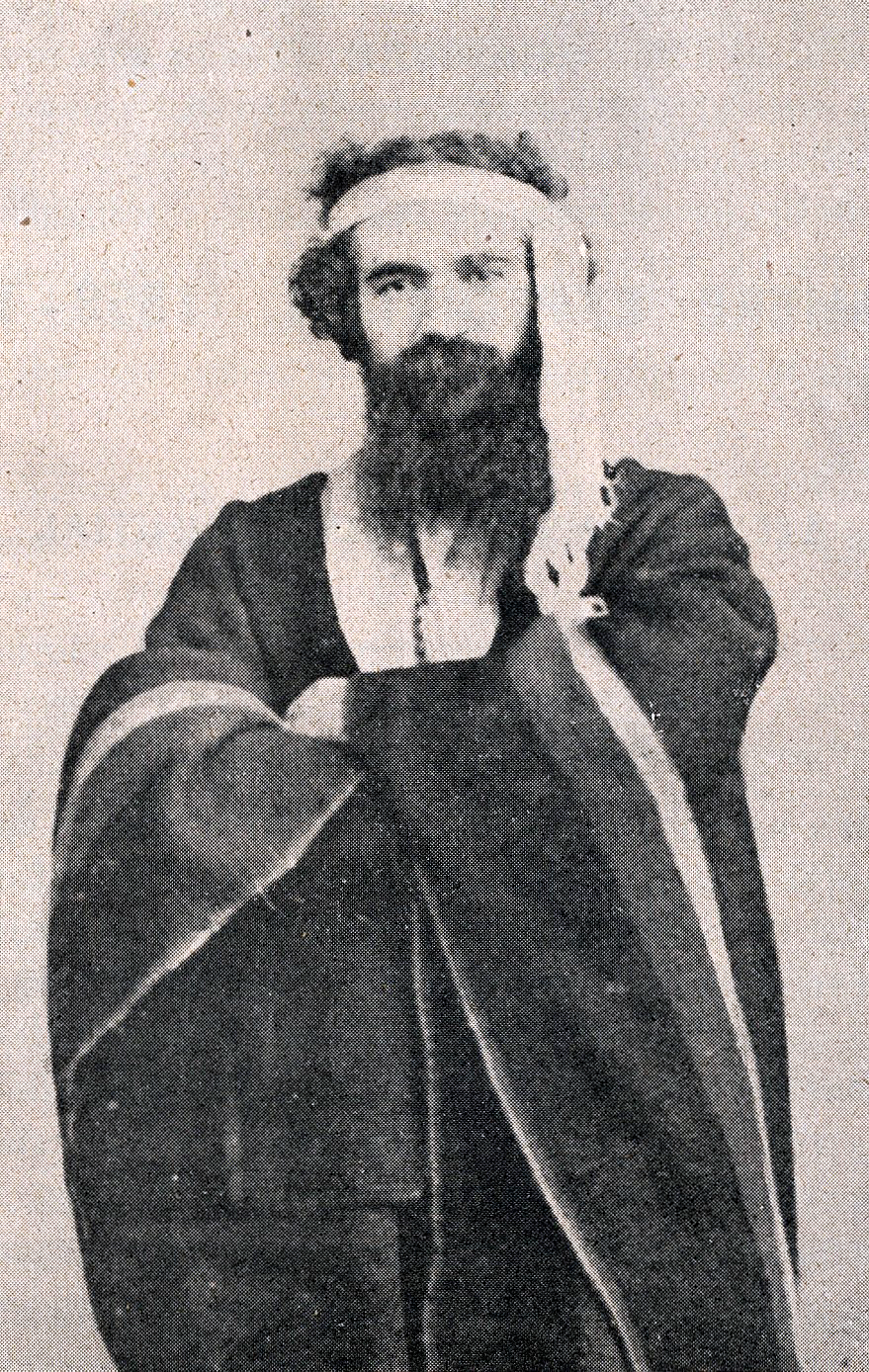
Antoine de Tounens vestit de maputxe.

Orélie Antoine de Tounens (Chornhac, França, 12 de maig de 1825 — Tortoirac, Francia, 17 de setembre de 1878) va ser un advocat després d'haver-se interessat per la regió patagónica va arribar a Xile el 22 d'agost de 1858. Tounens es va establir en Valparaíso,i va aprendre castellà primer i mapudungun després. En 1860 va convèncer els dirigents maputxes per a fundar un estat per al poble maputxe com a forma de resistència a l'exèrcit xilè, durant l'època final de la Guerra d'Arauco, la qual cosa es va concretar el 17 de novembre de 1860, en una assemblea nacional maputxe que el va proclamar rei del Regne de l'Araucania i la Patagònia. Orellie va disposar que fos una monarquia constitucional i hereditària i va establir les seves fronteres en els rius Biobío (a Xile) i Negro (a l'Argentina) pel nord, el oceà Pacífic per l'oest, l'oceà Atlàntic per l'est i l'estret de Magallanes pel sud.
Tounens va donar a conèixer el seu regne com a «Nouvelle France», però va fracassar en el seu intent d'obtenir suport del govern francès, que el va qualificar de dement.

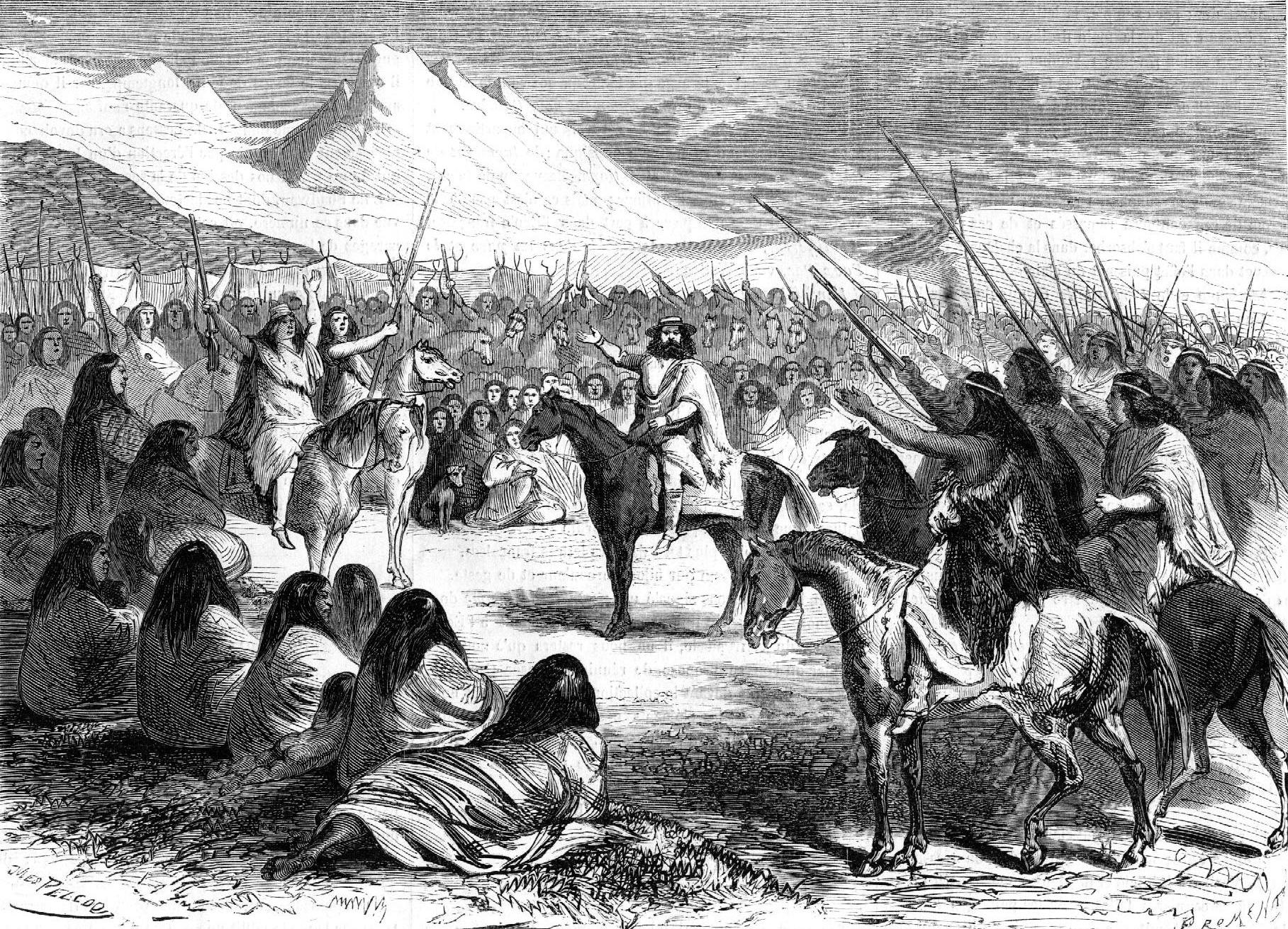
Orélie Antoine de Tounens aclamat pels caps mapuches.

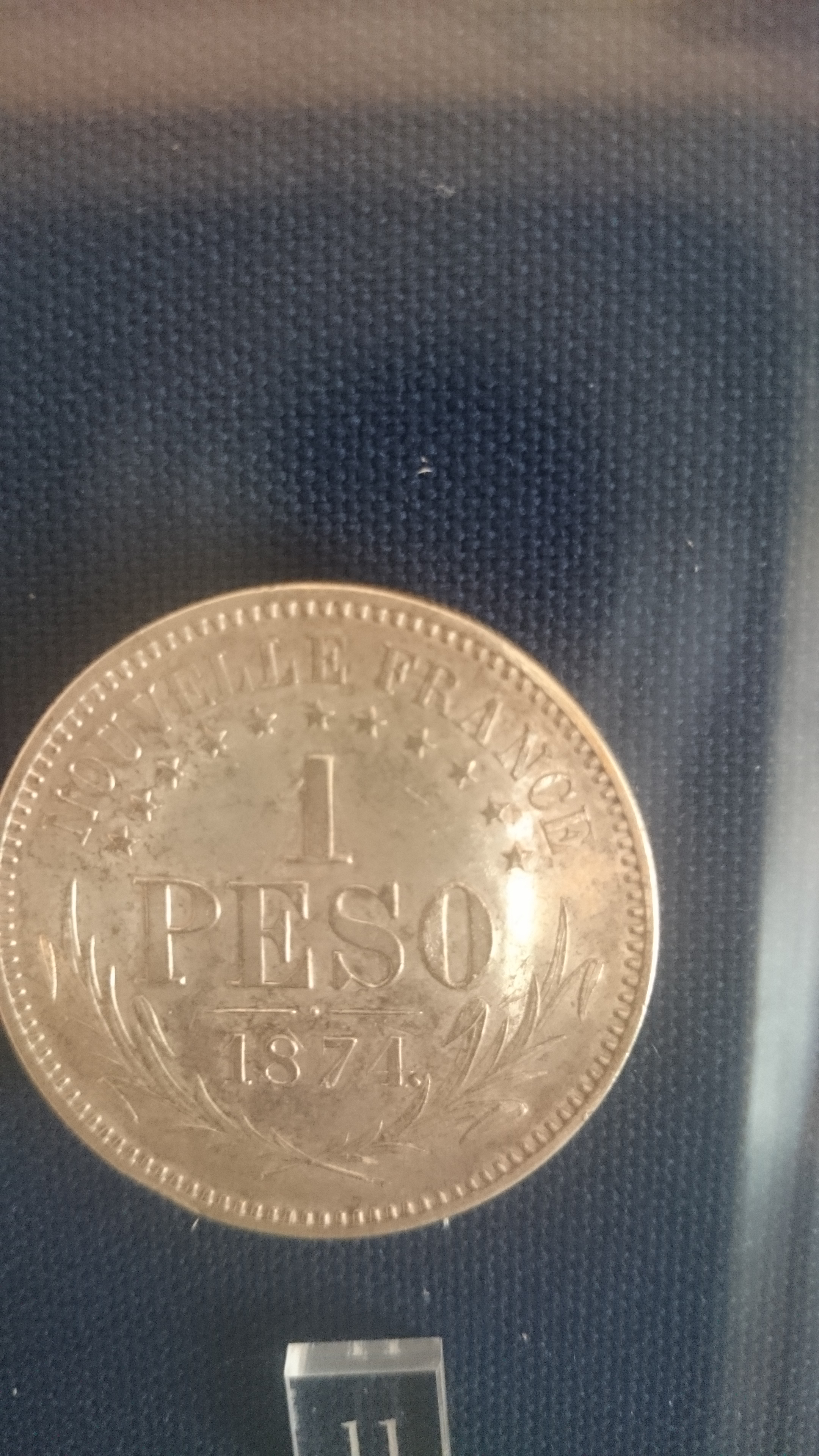
Pes del Regne d'Araucania i la Patagònia, Museu Historico i Numismatico, Buenos Aires

Detingut per la policia xilena acusat per pertorbar l'ordre públic, va ser condemnat a deu anys de presó però després el va recloure en un manicomi i finalment per intervenció del cònsol francès va ser repatriat a França.
En els anys següents va continuar batallant pel seu regne mitjançant publicacions i fins i tot va fer diversos infructuosos viatges a Amèrica del Sud. En els seus últims anys, Tounens en París va lliurar títols nobiliaris als qui financessin la vida del rei en l'exili i va morir el 17 de setembre de 1878.

## Producció
Un projecte anterior sobre la mateixa idea va ser iniciat en 1970 amb el títol de La Nueva Francia i no va arribar a filmar-se. En 1984 Narcisa Hirsch va dirigir el migmetratge filmat en 16 mm titulat Orelie Antoine, rey de la Patagonia.
Un altre projecte titulat Yo Antoine de Tounens, rey de la Patagonia (de 1988), comptava amb la producció de Viró Stantic i l'aportació de capitals alemanys, francesos i italians, però no es va concretar.

## Premis
Premi Cóndor de Plata atorgat per l'Asociación de Cronistas Cinematográficos de la Argentina en 1987
- - Carlos Sorín, guanyador del premi a la Millor Òpera Prima
  - Villanueva Cosse, guanyador del premi al Millor Actor de Repartiment
  - Ana María Giunta, guanyadora del premi a la Millor Actriu de Repartiment
  - Miguel Dedovich, guanyador del premi a la Millor Revelació Masculina
  - Carlos Sorin i Jorge Goldenberg, guanyadors del premi al Millor Guió Original

I Premis Goya de 1987
- - Carlos Sorín el premi a la Millor Pel·lícula Estrangera de Parla Hispana

Festival Internacional del Nou Cinema Llatinoamericà de l'Havana de 1987
- - Carlos Sorin, guanyador del Gran Premi Coral - Primer Premi

43a Mostra Internacional de Cinema de Venècia de 1986
- - Carlos Sorin guanyador del premi a la Millor Òpera Prima
  - Carlos Sorín, candidat al premi Lleó d'Or a la millor pel·lícula.

## Crítica

### Comentaris
La revista Cine Cubano va escriure:
| « | «Entre humoradas del millor gust, una edició implacable que només permet alguna caiguda del ritme en la segona part…reflexiona amb agudesa entorn d'una de les angoixes majors: la creació estètica.» | » |

Jorge Abel Martín a Tiempo Argentino va dir:
| « | «Hauria de ser declarat només apta per a apassionats, bojos i delirants.» | » |

Cahiers du Cinema va opinar:
| « | «Humor, èmfasi, posades en abismes, paral·lelismes entre l'aventura del personatge i el director, que ell acaba per interpretar, ficció real i realitat ficcional, cinema al cinema mirant-se per a mirar-se, per a fer-se.» | » |

Fernando Ferreira en La Razón opinó:
| « | «Petita joia, digna d'un monarca.» | » |